# Amir Saoud
Amir Saoud (in arabo أمير سعود‎?; Beirut, 18 gennaio 1991) è un cestista libanese.

## Carriera
Con il Libano ha disputato due edizioni dei Campionati asiatici (2015, 2017).